# Lionello Venturi
Lionello Venturi (Modena, 25 de abril de 1885 - Roma, 14 de agosto de 1961) foi um historiador da arte italiano, e professor de arte na Universidade de Roma. "A arte alimenta-se de ingenuidades, de imaginações infantis que ultrapassam os limites do conhecimento; é aí que se encontra o seu reino.
"A arte alimenta-se de ingenuidades, de imaginações infantis que ultrapassam os limites do conhecimento; é aí que se encontra o seu reino. Toda a ciência do mundo não seria capaz de penetrá-lo."